# ニュースワイド 欽ちゃんのもっぱらの評判
『ニュースワイド 欽ちゃんのもっぱらの評判』（ニュースワイドきんちゃんのもっぱらのひょうばん）は、1987年10月2日から1988年4月1日まで、ニッポン放送系列で放送されていた生放送のラジオ番組である。萩本欽一の冠番組。毎週金曜日の18:00〜20:00に放送。

## 出演者
- 萩本欽一（メインパーソナリティ）
- 西田麻里（アシスタント。当時ニッポン放送アナウンサー[注 1]）
- 桜庭亮平（ニュース読み上げ担当。当時ニッポン放送アナウンサー[注 2]）
- 井土厚（取材担当。当時ニッポン放送報道部記者[注 3]）
- 関くん（フルネーム不明。ニュースへの茶々入れ役）

- ゲスト出演者
  - 関根勤
  - 佐野量子
  - 逸見政孝（当時フジテレビアナウンサー。個人ニュースの読み上げも行った）

## 概要
全国のリスナーから、身近で起こったちょっと笑える「個人的ニュース」を電話で募集し、番組内で採用されると本職のアナウンサーによってニュースが読み上げられるという内容である。ニュースコーナーの他にも、リスナーが電話で出演し萩本と話すコーナーが多くあり、かつての『欽ちゃんのドンといってみよう!』のテイストを活かしつつ、テレビでの萩本が得意としていた「素人いじり、アドリブ」といった要素も取り入れられていた。
企画段階では『欽ちゃんのドンナモンダイ』という仮タイトルが付けられていた。萩本がパーソナリティを務めるニッポン放送の番組としては、1979年10月から1984年3月までナイターオフ期間に放送された『欽ちゃんのここからトコトン』以来であった。『もっぱらの評判』以降、萩本がメインとなるラジオ番組はしばらく放送されなくなるが、当番組終了から約19年半後の2007年10月にはニッポン放送にて『欽ちゃんのドンといってみよう!野球盤』が放送された。
当番組終了直後の1988年4月からは、日本テレビ系列で当番組をテレビ化したような内容の『欽ちゃんの気楽にリン』、『欽きらリン530!!』が放送された。

## コーナー

### 18時台
- オープニング

トキのキンちゃんの鳴き声で番組がスタートする。もちろん「欽ちゃん」とかけているのだが、初回で放送したこの鳴き声が面白く聞こえたため、キンちゃんは当番組のマスコット的存在となった。
- 今日のメニュー（18:10〜18:20）

リスナーの電話参加コーナー。今日の夕食のメニューを1品ずつ野球の投球に見立て「ストライク」だったか「ボール」だったかを報告する。出場者には、当コーナーのスポンサーのファミリーレストランより食事券が贈られた。
- 花と涙のウィークエンド（18:10〜18:20）

リスナーの電話参加コーナー。「今日のメニュー」終了後に放送。週末を明るく過ごす人、暗く過ごす人と同時に電話でトークし、比較する。明るい週末は女性の、暗い週末は男性の出場者が多かった。こちらも出場者に食事券が贈られた。
- 小堺一機の美女対談（18:20〜18:30）

小堺が週替わりの女性ゲストとトークする。『美女対談』自体は月曜から金曜にわたって放送された帯番組で、『もっぱらの評判』が未放送でも放送されていた地域があった。終了時の提供読みの後、小堺が萩本に一言ネタを言うのが恒例だった。
- 口ぐせのコーナー（18:30〜18:40）

リスナーの電話参加コーナー。身の回りにいる人の面白い口ぐせを紹介してもらう。1987年の年末まで放送されていた。12月の放送では「口ぐせは上にまいります」など、毎週違ったコーナー名を付けられていた。
- 反逆のごあいさつ'88（18:30〜18:40）

リスナーの電話参加コーナー。「口ぐせのコーナー」終了後に放送。普段使うあいさつを、いつもと違う言葉で言ってみようというもの。ただし、実際のあいさつは初回の「いただきます」編のみで、その後はコーナー名はそのままで「間違い電話がかかってきたときの面白い対処法」を披露するコーナーとなった。わずか4回で終了した。
- 違いが分かる俺に聞け!（18:30〜18:40）

リスナーの電話参加コーナー。「反逆のごあいさつ'88」終了後に放送。「イクラと筋子」「アシカとアザラシ」のような似ているものの違いの見分け方を説明する。もっとも説明はシャレが効いたものばかりであり、萩本も「誰も本当のことを言わないのが面白いね」と語っていた。
- ハガキン（ハガキで欽ちゃん）（18:40〜18:50）

唯一のハガキによる投稿コーナー。3段オチの「もっぱらアンケート」や「会話ネタ」を募集していた。投稿数があまりにも少なかったため、最優秀作品には「番組の予算を考えた上での希望賞品」を贈る制度を導入したが、「個人ニュースが多く来すぎて読みきれない」との理由で1988年3月4日の放送をもって終了。以降は、学校に関する個人ニュースの時間となった。
※この後、本当のニュースである産経新聞ニュース、交通情報、これまで寄せられた個人ニュースの一部を紹介。産経新聞ニュースは当時ニッポン放送の新人アナウンサーだった曽我部哲弥が担当し、桜庭が「練習が足りない」などと茶々を入れていた。

### 19時台
- ニッサン オールニッポン・シリトリグランプリ（19:00〜19:30）

リスナーの電話参加コーナー。2人の出場者が電話でしりとりを行う勝ち抜き戦。1人勝ち抜くごとに賞金5,000円、5人勝ち抜きでチャンピオンとなり、年度末のグランドチャンピオン大会に出場できた。『もっぱらの評判』が未放送でも放送されていた地域があった。
このコーナーは、当時の月曜から木曜まで高田文夫が担当していた『巨匠・高田文夫のラジオで行こう!』でも放送されていたが、金曜日だけルールが異なり、「対戦前に抽選したテーマに沿いつつ、面白い言葉を出した方が勝ち」というものであった。言葉の尻に「ん」がつく、一度出た言葉を言う、言葉が出てこない、などの通常のしりとりのルールでは決着がつかずに時間切れになった場合、勝敗の判定は出演者の協議で行われたが、1988年1月8日放送分から「秋田生まれのコンピュータ」が審判となり、女性出場者に甘い判定を繰り返していた。勝ち抜いている途中で放送時間終了となった出場者は、次週の金曜日に再出場した。
- 個人ニュース（19:30〜）

当番組のメインコーナー。リスナーからの個人ニュースを紹介していく。週ごとに「スポーツニュース」「年末年始情報」「合格速報」「バレンタイン直前情報」などの特集コーナーもあった。
また、井土厚による外部中継もあったが、毎回寒い場所に派遣され（倉庫内の冷蔵室の中から中継したこともあった）、つらい目に遭っていた。1988年2月5日放送分からはスタジオ出演に昇格となり、特に注目されたニュースの追跡取材を行っていた。
- エンディング

その週のニュースを振り返り、「もっぱら大賞」を決定。投稿者には賞金10,000円が贈られた。該当が2名の場合もあり、そのときは5,000円ずつ贈呈された。

## エピソード
- ワンポイントニュース

個人的ニュースということで、たわいもないニュースも数多く紹介されたが、中には「今日起きたら夕方だった」「今、うちの蕎麦屋はガラガラだ」などの簡潔に言い切った投稿も寄せられた。これらは「ワンポイントニュース」と呼ばれ好評だった。前述の蕎麦屋は電話取材が行われもっぱら大賞を獲得したほか、最終回では少しだけ客が増えたことも報告された。
また、学校や家庭などでの失敗談のあと、「私は○○に向いていないんです」というオチをつけるニュースもよく寄せられた。
- ポチ・タマ・トキ

『欽ドン!』にて投稿の面白さを「バカウケ・ヤヤウケ・ドッチラケ」、『欽ちゃんのここからトコトン』では「松・竹・梅」と評していた萩本だったが、当番組では「はっきり言うのはかわいそう」ということで、それぞれが「ポチ・タマ・トキ」という言い方をされた。トキは、オープニングに登場したキンちゃんのことである。受験の合格速報ニュースでは、合格を「ポチ」、不合格を「トキ」と呼んでいた。番組末期の1988年2月26日放送分からは、キンちゃんの鳴き声が録音された目覚まし時計が番組グッズに登場し、面白かった電話出演者やニュースにはキンちゃんの鳴き声がして、この時計が贈られていた。
- シリトリ・いきなり「ん」事件

シリトリグランプリ最大のハプニング。「出前で注文するもの」というテーマで、出場した女性が開始直後で「ラーメン」と言って負けてしまった。この女性は最終回の「敗者大会」にも出場し、こちらでは見事に優勝した。
- シリトリ・仮装大賞後日談

1988年1月8日放送のシリトリグランプリの冒頭で、萩本が出演した「第23回全日本仮装大賞」の収録にてしりとりが得意な少女に負けた話をした。
シリトリグランプリでは、他にも「勝ち抜き者が翌週は塾のために出演できず、母親が代打で出場し、コンピュータの温情で1人勝ち抜いた」、「『る』のつく言葉が『ルビーの指輪』しか出ないので、これを禁句とする」などのハプニングがあった。
- 上海列車事故の影響

1988年3月25日の放送では、3月24日に発生した、高知県の高校生が修学旅行先の上海で列車事故に遭った事件の特集のため、19:30からの個人ニュースのコーナーは中止となった。